# Skrętnik
Skrętnik (Streptocarpus) – rodzaj roślin zielnych z rodziny ostrojowatych. Blisko spokrewniony z powszechnie w Polsce znanym rodzajem sępolia, którego kultywary są uprawiane jako ozdobne rośliny doniczkowe. Wyróżnionych zostało około 155 gatunków występujących w południowej i południowo-wschodniej Afryce oraz na Madagaskarze. Jest też kilka gatunków z Azji Południowo-Wschodniej, jednak ich przynależność taksonomiczna jest dyskusyjna. Skrętniki rosną zarówno jako epifity jak i na skałach, zboczach wzgórz i w ściółce leśnej, wszędzie tam gdzie zdołają wykiełkować ich nasiona.

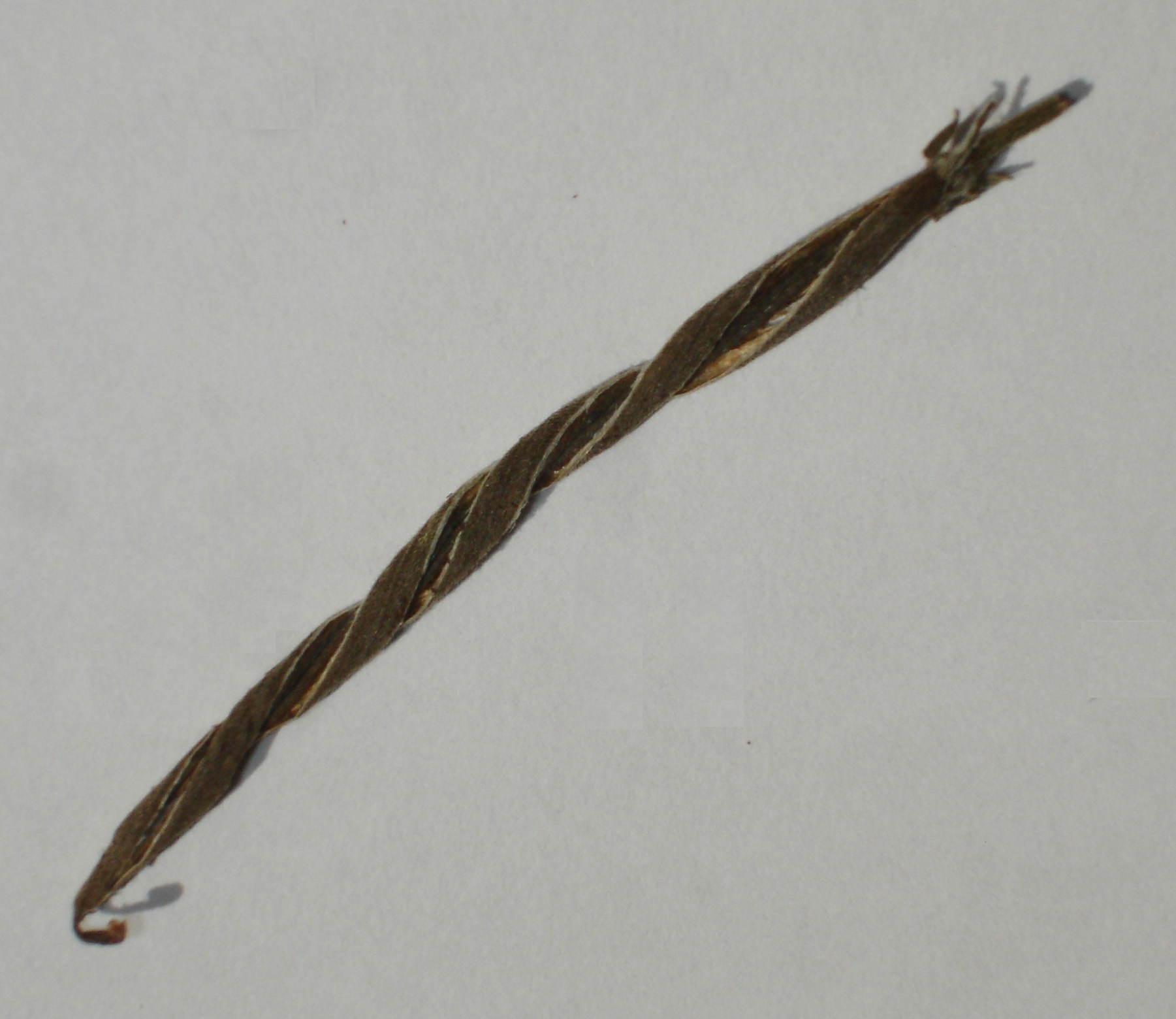
Charakterystyczny, skręcony owoc

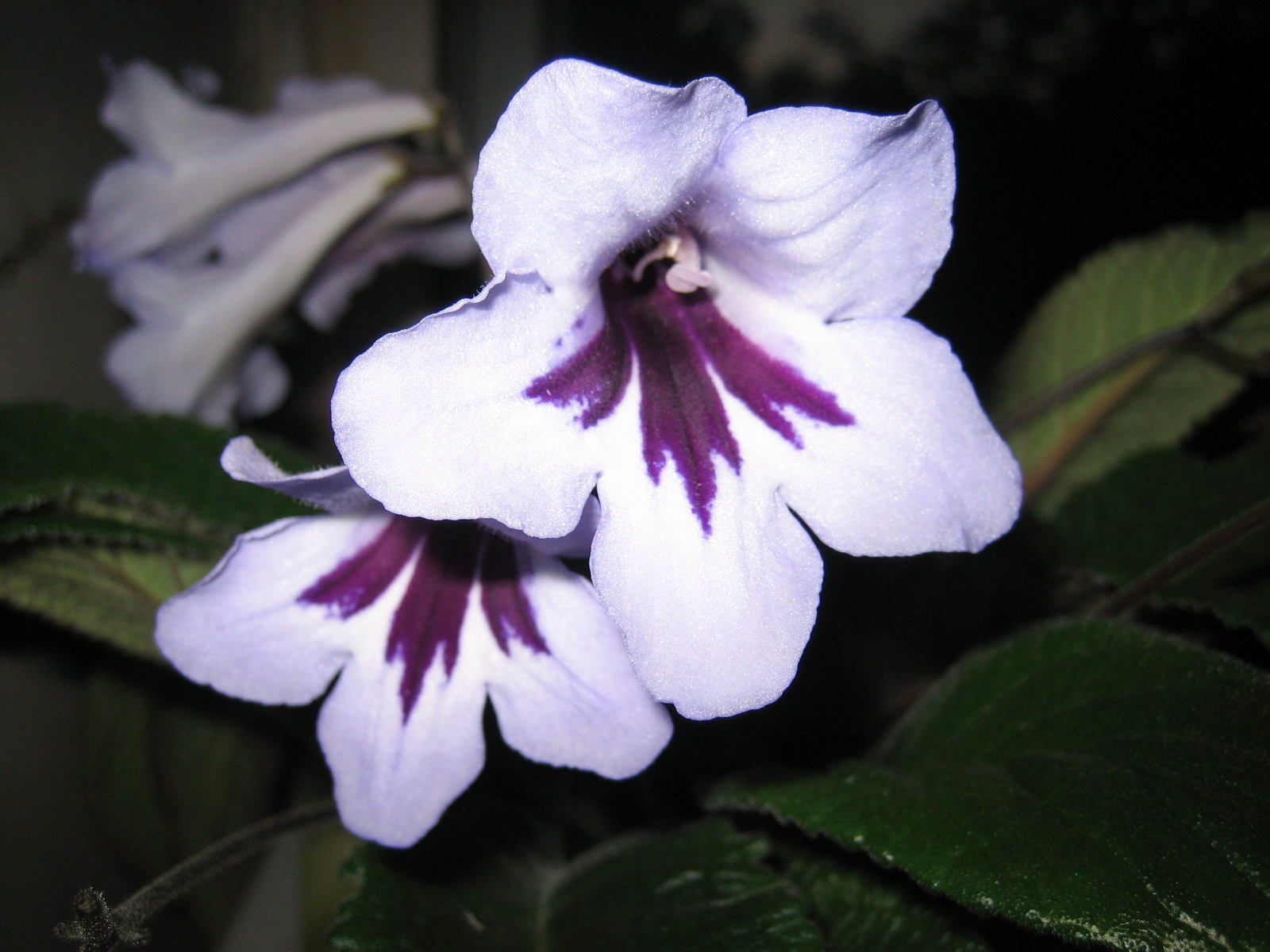
Jeden z kultywarów Streptocarpus

## Morfologia
Liście mogą być owalne i długie, wyrastające bezpośrednio z bezłodygowej rozety jako liście odziomkowe (w podrodzaju Streptocarpus) lub krótsze, owalne lub okrągłe, osadzone na wiotkich lub płożących się łodygach (w podrodzaju Streptocarpella). Niektóre z gatunków nie wytwarzają w ogóle liści, a jedynie jeden rozrośnięty liścień, który żywi roślinę aż do wydania przez nią owoców, po czym cała roślina zamiera. Są to gatunki monokarpiczne, natomiast gatunki posiadające liście są z reguły polikarpicznymi bylinami. Kwiaty są pojedyncze, kielichowate, z płatkami zrośniętymi u nasady w rurkę. Wyrastają po jednym lub kilka na cienkich, bezlistnych pędach. U gatunków wytwarzających stały liścień liczba kwiatów na jednym kwiatostanie jest znacznie większa. Kwiaty są najczęściej fioletowego, niebieskiego lub białego koloru, choć zdarzają się również czerwone czy różowe, a hodowcy uzyskali wiele różnych odmian i hybryd wielokolorowych. Owoce formują się w formie skręconych torebek nasiennych, od czego wzięła się zarówno łacińska i polska nazwa tych roślin.

## Zastosowanie
Rośliny ozdobne. Chociaż w Polsce nie są tak popularne jak spokrewnione z nimi sępolie, to jednak w Europie cieszą się sporym zainteresowaniem hodowców, którzy począwszy od XIX wieku z wyselekcjonowanych gatunków uzyskali wiele odmian i kultywarów. W cieplejszym klimacie gatunki z podrodzaju Streptocarpella są wykorzystywane jako ściółka, a w domach jako rośliny wiszące.

## Systematyka
Pozycja systematyczna według APweb (aktualizowany system APG IV z 2016)
Należy do rodziny ostrojowatych (Gesneriaceae) Dumort., która jest kladem w obrębie rzędu jasnotowców (Lamiales) Bromhead z grupy astrowych spośród roślin okrytonasiennych.
Pozycja w systemie Reveala (1993-1999)
Gromada okrytonasienne (Magnoliophyta Cronquist), podgromada Magnoliophytina Frohne & U. Jensen ex Reveal, klasa Rosopsida Batsch, podklasa jasnotowe (Lamiidae Takht. ex Reveal), nadrząd  Lamianae Takht., rząd jasnotowce (Lamiales Bromhead ), rodzina ostrojowate (Gesneriaceae Dumort.), plemię Streptocarpeae Fritsch in Engl. & Prantl, rodzaj Streptocarpus Lindl.
Gatunki
Podrodzaj Streptocarpus:

- Streptocarpus arcuatus
- Streptocarpus baudertii
- Streptocarpus brachynema
- Streptocarpus boinensis
- Streptocarpus bolusii
- Streptocarpus brevistamineus
- Streptocarpus bullatus
- Streptocarpus burundianus
- Streptocarpus caeruleus
- Streptocarpus candidus
- Streptocarpus capuronii
- Streptocarpus compressus
- Streptocarpus confusus
- Streptocarpus cooksoni
- Streptocarpus cooperi
- Streptocarpus cordifolius
- Streptocarpus cyanandrus
- Streptocarpus cyaneus
- Streptocarpus daviesi
- Streptocarpus davyi
- Streptocarpus decipiens
- Streptocarpus denticulatus
- Streptocarpus dunnii
- Streptocarpus erubescens
- Streptocarpus exsertus
- Streptocarpus eylesii
- Streptocarpus fanniniae
- Streptocarpus fasciatus
- Streptocarpus fenestra dei
- Streptocarpus formosus
- Streptocarpus galpinii
- Streptocarpus gardenii
- Streptocarpus goetzei
- Streptocarpus grandis
- Streptocarpus haygarthii
- Streptocarpus hildebrandtii
- Streptocarpus hirticapsa
- Streptocarpus hirtinervis
- Streptocarpus ibityensis
- Streptocarpus itremensis
- Streptocarpus johannis
- Streptocarpus kentaniensis
- Streptocarpus kungwensis
- Streptocarpus latens
- Streptocarpus leptopus
- Streptocarpus lokohensis
- Streptocarpus longiflorus
- Streptocarpus makabengensis
- Streptocarpus mangindranensis
- Streptocarpus masisiensis
- Streptocarpus meyeri
- Streptocarpus michelmorei
- Streptocarpus micranthus
- Streptocarpus modestus
- Streptocarpus molweniensis
- Streptocarpus monophyllus
- Streptocarpus montanus
- Streptocarpus montigena
- Streptocarpus myoporoides
- Streptocarpus nimbicola
- Streptocarpus occultus
- Streptocarpus parviflorus
- Streptocarpus pentherianus
- Streptocarpus perrieri
- Streptocarpus phaeotrichus
- Streptocarpus pogonites
- Streptocarpus pole-evansii
- Streptocarpus polyanthus
- Streptocarpus polyphyllus
- Streptocarpus porphyrostachys
- Streptocarpus primulifolius
- Streptocarpus prolixus
- Streptocarpus pumilus
- Streptocarpus pusillus
- Streptocarpus revivescens
- Streptocarpus rexii – skrętnik okazały[5]
- Streptocarpus rhodesianus
- Streptocarpus rimicola
- Streptocarpus roseoalbus
- Streptocarpus sambiranensis
- Streptocarpus saundersii
- Streptocarpus semijunctus
- Streptocarpus silvaticus
- Streptocarpus solenanthus
- Streptocarpus stellulifer
- Streptocarpus stenosepalus
- Streptocarpus suborbicularis
- Streptocarpus trabeculatus
- Streptocarpus tsimihetorum
- Streptocarpus umtaliensis
- Streptocarpus vandeleurii
- Streptocarpus variabilis
- Streptocarpus velutinus
- Streptocarpus wendlandii
- Streptocarpus wilmsii
- Streptocarpus wittei

Podrodzaj Streptocarpella:

- Streptocarpus andohahelensis
- Streptocarpus bambuseti
- Streptocarpus beampingaratrensis
- Streptocarpus buchanani
- Streptocarpus campanulatus
- Streptocarpus caulescens
- Streptocarpus elongatus
- Streptocarpus euanthus
- Streptocarpus glabrifolius
- Streptocarpus glandulosissimus
- Streptocarpus gonjaënsis
- Streptocarpus hilsenbergii
- Streptocarpus hirsutissimus
- Streptocarpus holstii
- Streptocarpus inflatus
- Streptocarpus insularis
- Streptocarpus integrifolius
- Streptocarpus kimbozanus
- Streptocarpus kirkii
- Streptocarpus leandrii
- Streptocarpus levis
- Streptocarpus linguatus
- Streptocarpus macropodus
- Streptocarpus mandrerensis
- Streptocarpus muscicola
- Streptocarpus muscosus
- Streptocarpus nobilis
- Streptocarpus oliganthus
- Streptocarpus pallidoflorus
- Streptocarpus papangae
- Streptocarpus parensis
- Streptocarpus prostratus
- Streptocarpus saxorum
- Streptocarpus schliebenii
- Streptocarpus stomandrus
- Streptocarpus suffruticosus
- Streptocarpus tanala
- Streptocarpus tsaratananensis
- Streptocarpus thompsoni
- Streptocarpus venosus